# ماريان دريسكول جوردن
ماريان دريسكول جوردن (بالإنجليزية: Marian Driscoll Jordan)‏ هي إذاعية وممثلة أمريكية، ولدت في 15 أبريل 1898 في بيوريا في الولايات المتحدة، وتوفيت في 7 أبريل 1961 في إنسينو ‏ في الولايات المتحدة بسبب سرطان.

## وصلات خارجية
- ماريان دريسكول جوردن على موقع IMDb (الإنجليزية)
- ماريان دريسكول جوردن على موقع أول موفي (الإنجليزية)
- ماريان دريسكول جوردن على موقع إن إن دي بي (الإنجليزية)
- ماريان دريسكول جوردن على موقع قاعدة بيانات الفيلم (الإنجليزية)
- ماريان دريسكول جوردن على موقع كينوبويسك (الروسية)